# 拉萨小蓝雪花
拉萨小蓝雪花（学名：Ceratostigma minus f. lasaense）为菊科蓝雪花属小蓝雪花下的一个变型。